# Resolutie 346 Veiligheidsraad Verenigde Naties
Resolutie 346 van de Veiligheidsraad van de Verenigde Naties werd op 8 april 1974 met dertien tegen nul stemmen aangenomen. Twee leden van de Veiligheidsraad, China en Irak, namen niet deel aan de stemming. De resolutie verlengde de UNEF II-vredesmacht in de Sinaï met een half jaar.

## Achtergrond
Na afloop van de Jom Kipoeroorlog eind 1973, stationeerden de Verenigde Naties een interventiemacht in de Sinaï, die sinds de Zesdaagse Oorlog van 1967  door Israël was bezet. Men wilde ervoor zorgen dat er uiteindelijk duurzame vrede kwam in de betreffende regio. In 1979 sloten Israël en Egypte een vredesverdrag en in 1982 trok Israël zich terug uit de Sinaï.

## Inhoud
De Veiligheidsraad herinnerde aan de resoluties 340 en 341 en het akkoord tussen de leden van de Veiligheidsraad op 2 november 1973. De Veiligheidsraad had de werking van de VN-interventiemacht UNEF II nader bekeken en maakte uit het rapport van secretaris-generaal Kurt Waldheim op dat de operatie van de interventiemacht in de huidige omstandigheden nog steeds noodzakelijk was.
De Veiligheidsraad waardeerde de landen die troepen, financiële, of materiële steun bijdroegen, evenals de inspanningen van de secretaris-generaal om de interventiemacht op touw te zetten. De interventiemacht werd geroemd om haar bijdrage aan het bereiken van duurzame vrede in het Midden-Oosten. Men nam akte van het standpunt van de secretaris-generaal dat de Egyptische en Israëlische wapenstilstand een eerste stap is en het behoud van de interventiemacht essentieel was. De veiligheidsraad besloot daarom het mandaat van de interventiemacht met zes maanden te verlengen, tot 24 oktober 1974.
Men was tevreden dat de secretaris-generaal er alles aan deed om de problemen van de interventiemacht goed op te lossen. Men was verder tevreden dat hij de vereiste sterkte van de interventiemacht voortdurend in de gaten hield, om ze te kunnen inkrimpen wanneer de situatie dit toeliet. Alle lidstaten van de Verenigde Naties, en in het bijzonder de betrokken partijen, werden opgeroepen om de VN voluit te steunen bij de uitvoering van deze resolutie. De secretaris-generaal werd gevraagd voortdurend te rapporteren.

## Verwante resoluties
- Resolutie 341 Veiligheidsraad Verenigde Naties
- Resolutie 344 Veiligheidsraad Verenigde Naties
- Resolutie 347 Veiligheidsraad Verenigde Naties
- Resolutie 350 Veiligheidsraad Verenigde Naties

Lijst ·  345 ·  346 ·  347 ·  348 ·  349 ·  350 ·  351 ·  352 ·  353 ·  354 ·  355 ·  356 ·  357 ·  358 ·  359 ·  360 ·  361 ·  362 ·  363 ·  364 ·  365 ·  366